# Barrie
 Coordenadas : minutos ou segundos > 60
Barrie (44°39'N  79°68' O) é uma cidade do Canadá, província de Ontário. Sua população é de 141.434 habitantes (estimativa de 2016). Possui uma área de 99 quilômetros quadrados e sua densidade populacional é de 1428 habitantes por quilômetro quadrado.